# Zwergotter
Der Zwergotter (Aonyx cinerea), manchmal auch als Kurzkrallenotter bezeichnet, ist eine in Südostasien verbreitete Raubtierart aus der Unterfamilie der Otter (Lutrinae). Er wurde früher in die eigenständige Gattung Amblonyx gestellt.

## Merkmale
Mit einer Kopfrumpflänge von 45 bis 61 Zentimetern, einer Schwanzlänge von 25 bis 35 Zentimetern und einem Gewicht von 1 bis 5 Kilogramm ist er der kleinste Otter. Sein Fell ist an der Oberfläche dunkelbraun oder grau gefärbt, das Gesicht, der Nacken und der Bauch sind heller. Wie die Fingerotter hat er stark reduzierte Krallen, die kaum noch einen Nutzen haben. Auch die Schwimmhäute sind rückgebildet, was eine große Beweglichkeit der einzelnen Finger ermöglicht.

## Verbreitung und Lebensraum

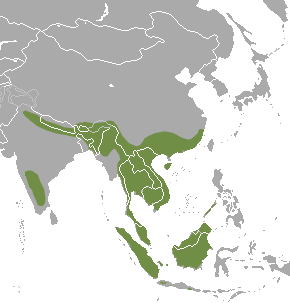
Verbreitungsgebiet des Zwergotters

Das Verbreitungsgebiet der Zwergotter erstreckt sich von Indien und der südlichen Volksrepublik China über die Malaiische Halbinsel bis Borneo und Java und schließt auch die südlichen Philippinen ein. Sie bewohnen mit dichter Vegetation bestandene Gebiete in der Nähe von Gewässern, sowohl bei Flüssen als auch an Flussmündungen und entlang von Meeresküsten.

## Lebensweise

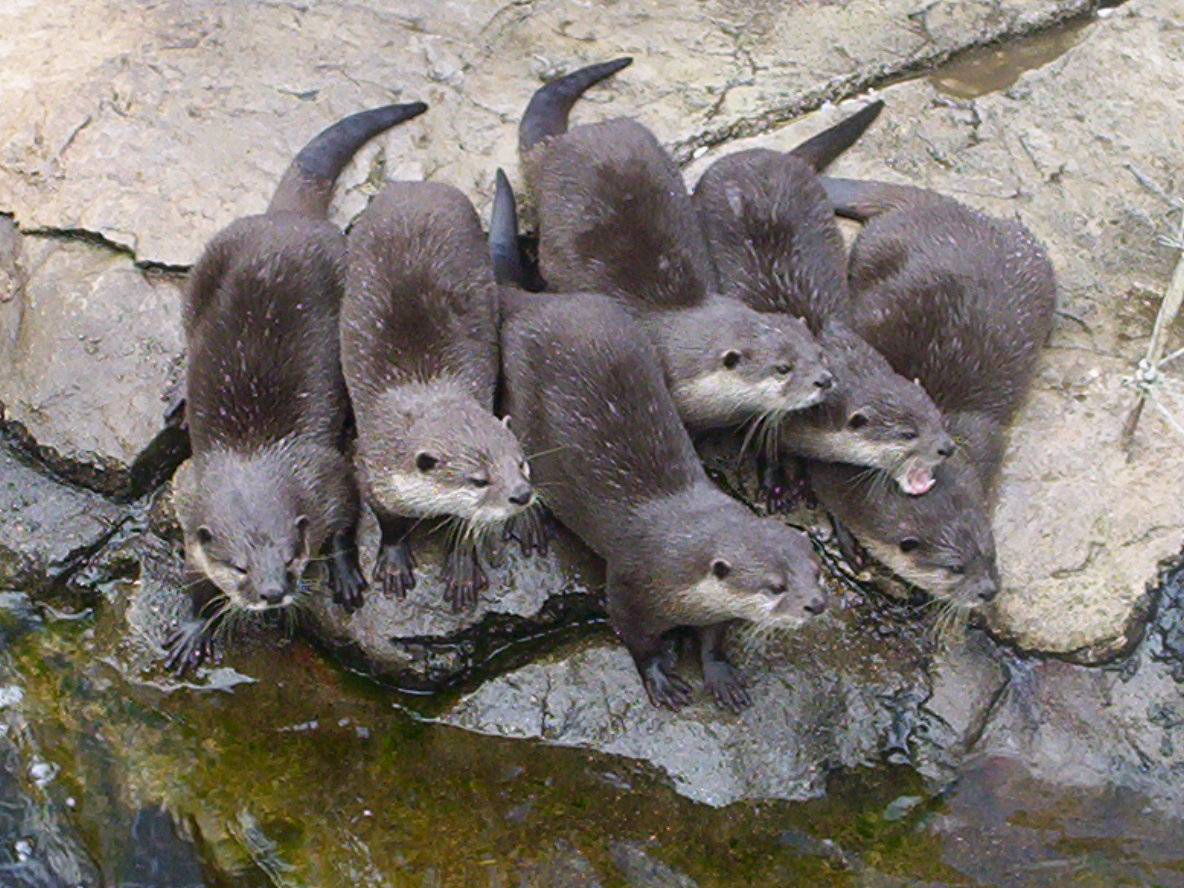
Zwergotter leben in Gruppen

Zwergotter sind geselliger als die anderen Otterarten, sie leben in Familiengruppen von bis zu zwölf Tieren. Sie spielen miteinander und kommunizieren mit einer Reihe von Lauten.
Ihr sehr starkes Gebiss dient dem Knacken von Weich- und Krebstierschalen, auf die sie sich als Nahrung weitgehend spezialisiert haben. Fische spielen auf dem Speiseplan des Zwergotters eine untergeordnete Rolle. Im Gegensatz zu vielen anderen Otterarten heben sie Nahrung mit den Pfoten und nicht mit dem Mund auf, dabei wühlen sie oft auf der Suche nach Essbarem mit den Pfoten im Sand oder im Schlamm.

## Fortpflanzung

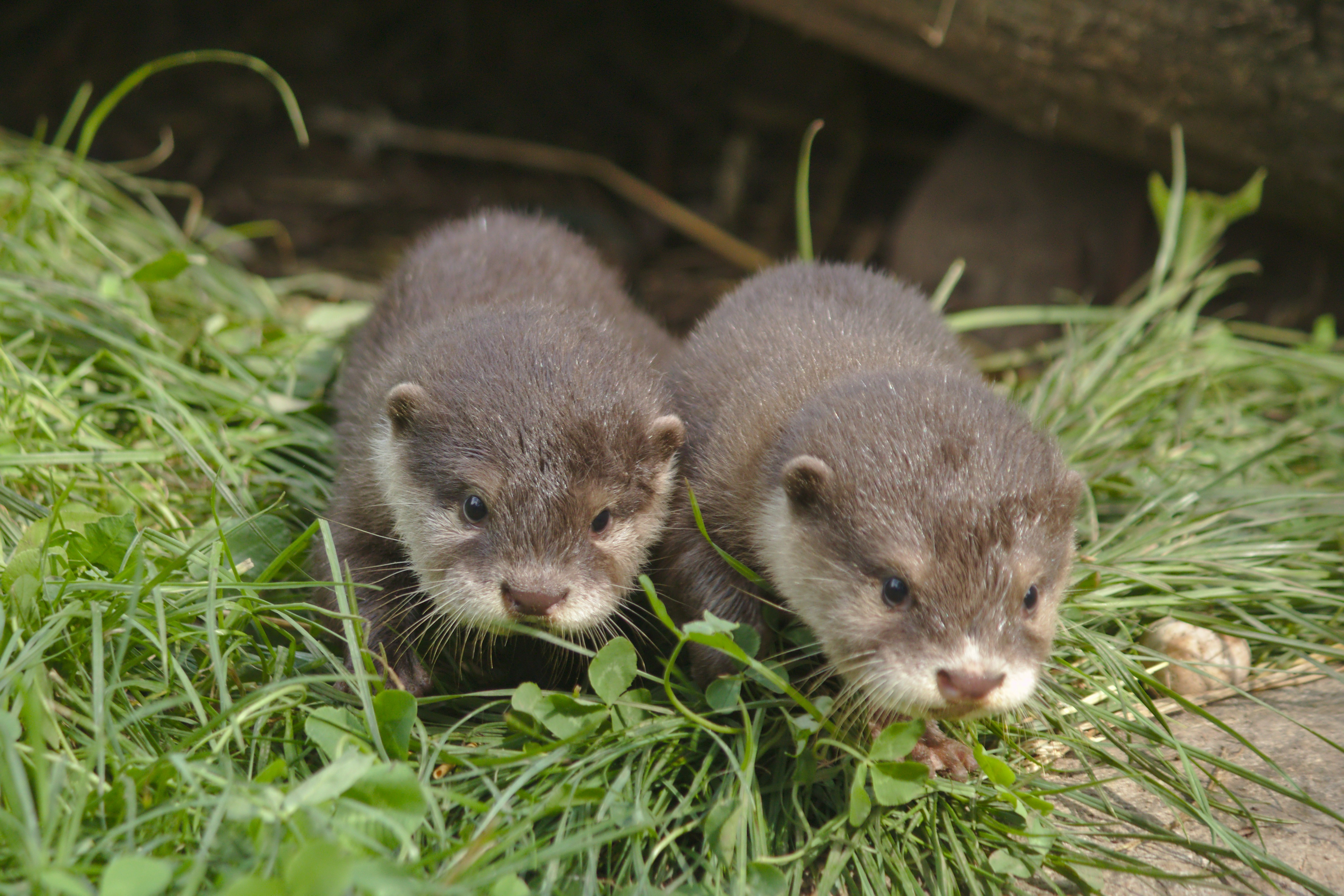
Jungtiere

Nach einer rund 60- bis 64-tägigen Tragzeit bringt das Weibchen ein oder zwei Jungtiere zur Welt. Zur Geburt wird von beiden Elternteilen ein kleiner Bau im Schlamm angelegt, in dem die Neugeborenen ihre ersten Lebenswochen verbringen. Nach 80 Tagen können sie feste Nahrung zu sich nehmen. Im Gegensatz zu den anderen Otterarten können Zwergotter zweimal im Jahr werfen.

## Gefährdung und Schutz
Zwergotter gelten nach der Roten Liste gefährdeter Arten der Weltnaturschutzunion IUCN als gefährdet (Vulnerable). Ihr Fell wird als weniger wertvoll eingestuft als das der Fischotter, so dass er weit weniger bejagt wurde als der im gleichen Areal verbreitete Haarnasenotter. Dennoch gibt es durch die Zerstörung ihres Lebensraums Bestandsrückgänge.

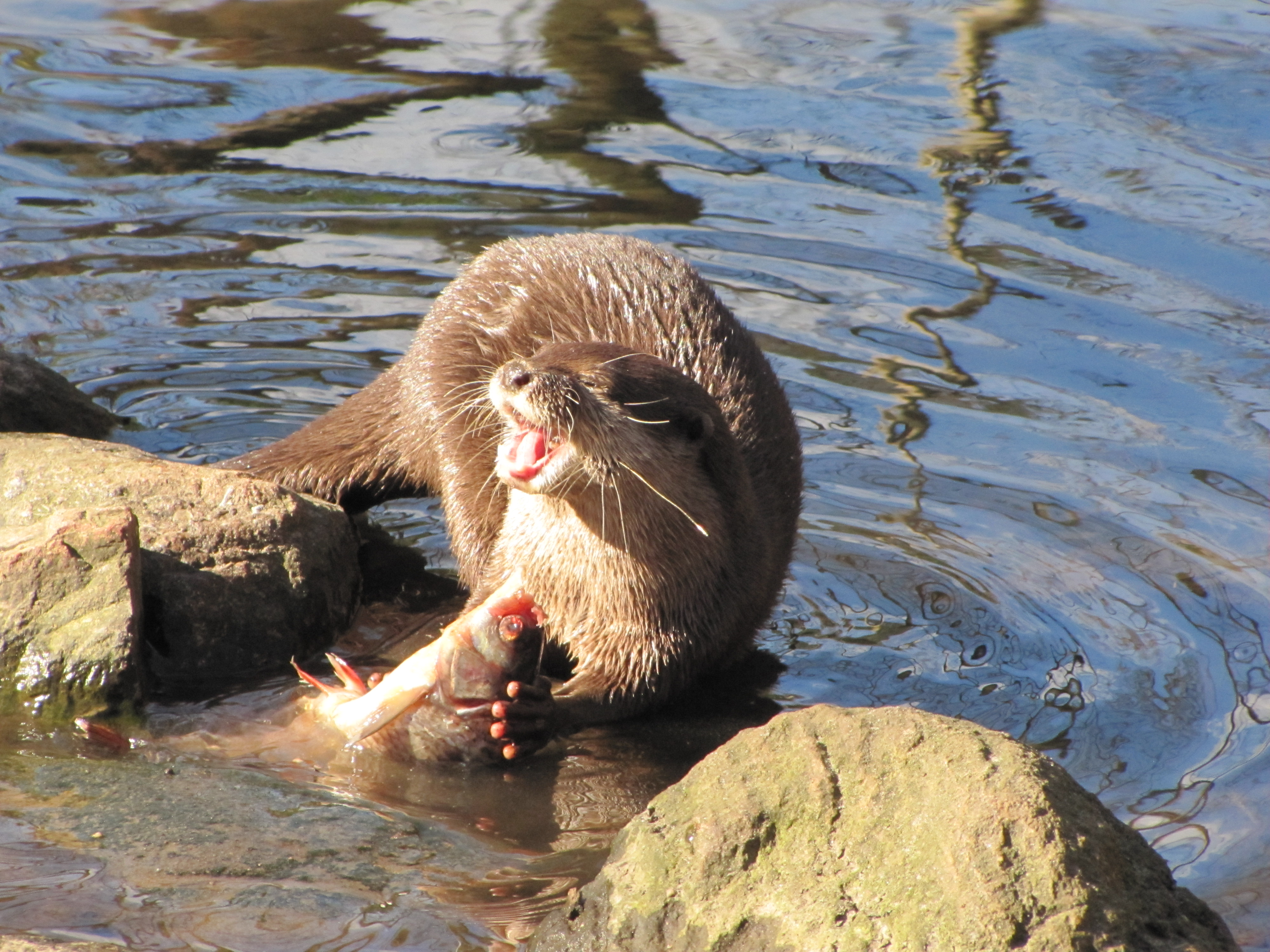
Zwergotter im Cottbusser Zoo während der Fütterung

Durch das Washingtoner Artenschutzübereinkommen CITES, Appendix II wird der Zwergotter wie alle Arten der Unterfamilie Otter (Lutrinae) durch Einschränkungen im Handel geschützt. Zu diesem Zweck setzt auch die Europäische Union die Art auf Anhang B der EU-Artenschutzverordnung (EG) Nr. 338/97 bzw. der Änderung durch EG-Verordnung 407/2009. Die Bundesrepublik Deutschland schafft mit der Benennung aller Arten der Gattung Aonyx als besonders geschützt im Bundesnaturschutzgesetz die rechtlichen Grundlagen für Schutzmaßnahmen auch dieser Marderart.